# 大公書信
致大公教会书信（英語：Catholic Epistles），又名公函、普通書信、一般書信或其他書信（General Epistles），指的是新約書信中的八卷作者非保羅的书信。相對於13卷保羅書信之有特殊收信對象（或為教會或為個人），這些書信並沒有指名特定對象，乃是給所有普通基督徒所看。
這八卷書信依基督教传统排序為：
- 作者不明
  - 希伯來書
- 保羅之外的其他使徒所寫的：
  - 雅各書
  - 彼得前書
  - 彼得後書
  - 約翰一書
  - 約翰二書
  - 約翰三書
  - 猶大書